# 克雷蒂安环形山
克雷蒂安环形山（Chrétien）是位于月球背面南半部一座古老的大撞击坑，约形成于45.5-39.2亿年前的前酒海纪，其名称取自法国天文学家亨利·雅克·克雷蒂安（1870年-1956年），1970年被国际天文学联合会批准接受。

## 描述

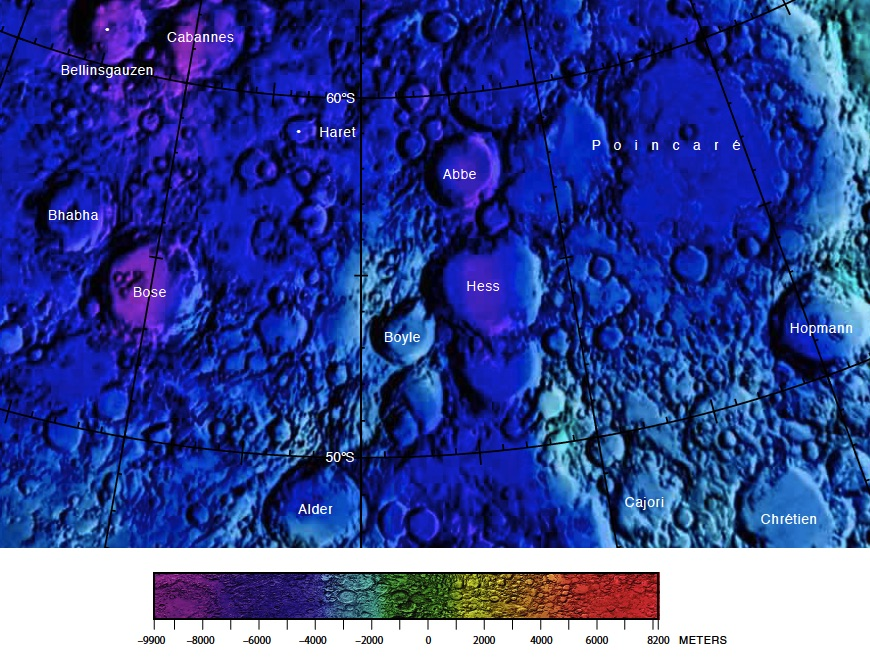
奥雷姆环形山的周边，月球南极附近区详图（下为北）。

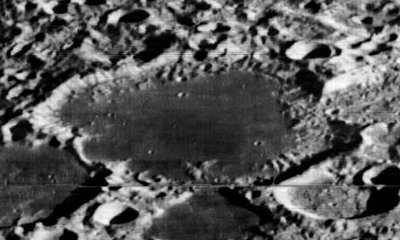
月球轨道器2号拍摄的南向斜视图

该陨坑位于西南偏西和东北偏北略小加拉维托环形山和奥雷姆环形山中间，北面坐落了奥布鲁切夫环形山，卡约里环形山和霍普曼环形山分别位于东面及东南偏南，往北面越过奥布鲁切夫环形山则横亘了月球背面少数几座月海之一—智海。该陨坑中心月面坐标为45°54′S 162°54′E / 45.9°S 162.9°E，直径98.63公里，深度约2.853公里。
克雷蒂安环形山可能是由数座陨坑组合而成，外观轮廓呈不规则多边形状，坑壁已严重损毁，其中北侧壁分布有一处宽阔的裂口，并连接了北面一小片平坦但形状不齐的熔岩覆盖区、西北侧坑壁上附靠了卫星坑“克雷蒂安 W”，沿狭窄的东北和西南侧边缘则分别切入了卫星坑“克雷蒂安 C”和“克雷蒂安 S”。克雷蒂安环形山的残壁最大高出周边地形1470米，内部容积约9610.32立方千米。靠北部坐落了一道三角状的小山脊。
该环形山在1970年被国际天文学联合会正式命名前，曾被称作“第427号陨石坑”。

## 卫星陨石坑
按惯例，最靠近克雷蒂安环形山的卫星坑在月图上以字母标注在该坑中心点的旁边。
| 克雷蒂安 | 纬度     | 经度      | 直径      |
| -------- | -------- | --------- | --------- |
| A        | 43.39° S | 163.14° E | 12.05公里 |
| C        | 44.76° S | 165.42° E | 63.58公里 |
| S        | 46.66° S | 160.38° E | 40.08公里 |
| W        | 44.55° S | 160.84° E | 34.22公里 |

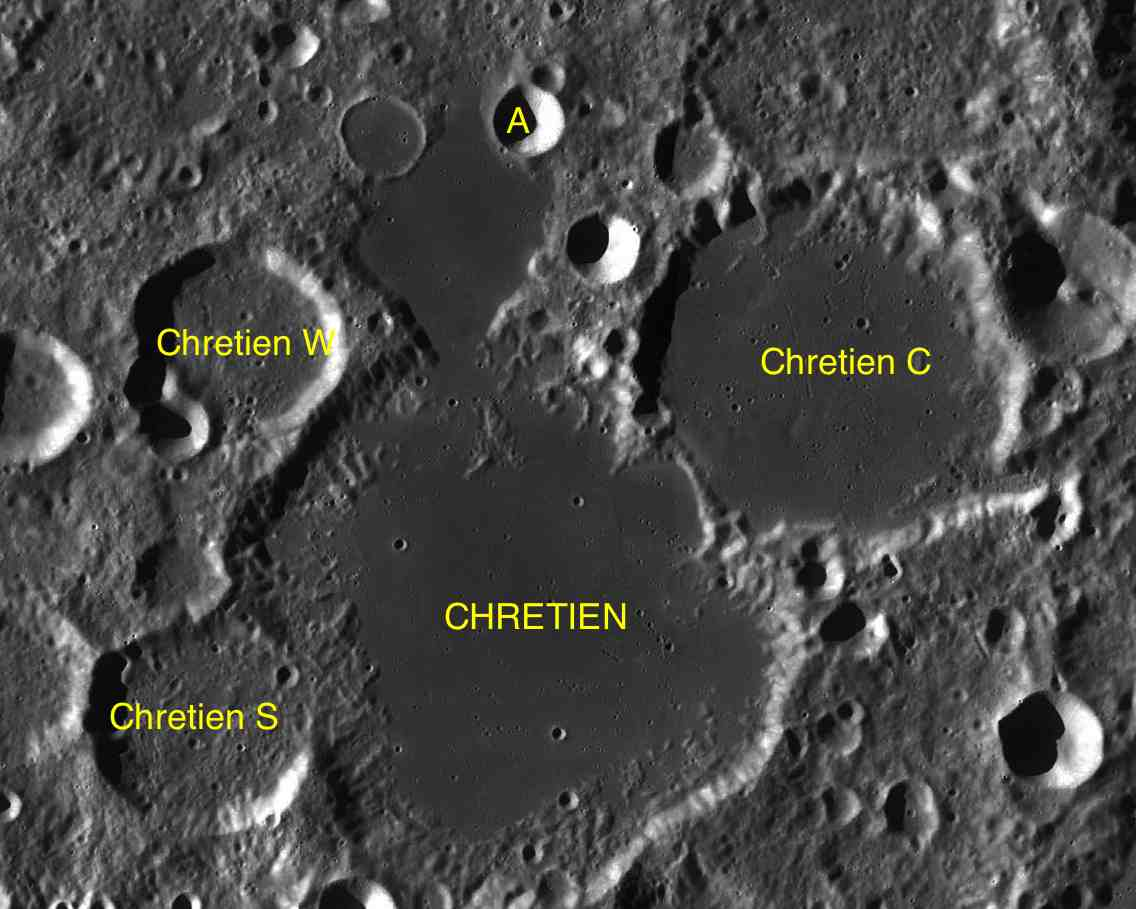
LAC-119 区域图

- 卫星坑“克雷蒂安 C”约形成于前酒海纪[1]，坑底已被熔岩淹没；
- 卫星坑“克雷蒂安 W”约形成于酒海纪[1]。

## 另请参阅
- Andersson, L. E.; Whitaker, E. A. . NASA RP-1097. 1982.
- Blue, Jennifer. . USGS. July 25, 2007  [2007-08-05]. （原始内容存档于2018-12-25）.
- Bussey, B.; Spudis, P. . New York: Cambridge University Press. 2004. ISBN 978-0-521-81528-4.
- Cocks, Elijah E.; Cocks, Josiah C. . Tudor Publishers. 1995. ISBN 978-0-936389-27-1.
- McDowell, Jonathan. . Jonathan's Space Report. July 15, 2007  [2007-10-24]. （原始内容存档于2018-12-25）.
- Menzel, D. H.; Minnaert, M.; Levin, B.; Dollfus, A.; Bell, B. . Space Science Reviews. 1971, 12 (2): 136–186. Bibcode:1971SSRv...12..136M. doi:10.1007/BF00171763.
- Moore, Patrick. . Sterling Publishing Co. 2001. ISBN 978-0-304-35469-6.
- Price, Fred W. . Cambridge University Press. 1988. ISBN 978-0-521-33500-3.
- Rükl, Antonín. . Kalmbach Books. 1990. ISBN 978-0-913135-17-4.
- Webb, Rev. T. W.  6th revised. Dover. 1962. ISBN 978-0-486-20917-3.
- Whitaker, Ewen A. . Cambridge University Press. 1999. ISBN 978-0-521-62248-6.
- Wlasuk, Peter T. . Springer. 2000. ISBN 978-1-85233-193-1.